# Węgiel sapropelowy
Sapropelit (węgiel sapropelowy) – węgiel kopalny, powstały wskutek diagenezy i metamorfizmu sapropelu. W zależności od składu macerałów wyróżnia się wśród nich boghedy i kennele.